# NGC 5895
NGC 5895 is een spiraalvormig sterrenstelsel in het sterrenbeeld Ossenhoeder. Het hemelobject werd op 23 mei 1854 ontdekt door de Ierse astronoom William Parsons.

## Synoniemen
- MCG 7-31-43
- ZWG 221.42
- PGC 54366